# Aleochara verna

Aleochara verna  (лат.) — вид коротконадкрылых жуков из подсемейства Aleocharinae. Имеет экономическое значение в биологической борьбе с сельскохозяйственными вредителями капусты и зерновых культур. Северная Америка.

## Распространение
Северная Америка (Канада, США, Мексика). На высотах от 182 до 3688 м. Идентификация вида в Евразии (Европа, Сибирь, Монголия, Япония) требует ревизии.

## Описание
Мелкие коротконадкрылые жуки, длина тела 2,0 — 4,0 мм. Голова примерно одинаковой длины и ширины, блестящая. Основная окраска тёмно-коричневая и чёрная. Каждое надкрылье с одним желтоватым пятном. Ноги и усики рыжеватые. Опушение желтовато-коричневое. Тело плотно пунктированное. Усики 11-члениковые. Передние, средние и задние лапки 5-члениковые (формула 5-5-5). Нижнечелюстные щупики состоят из 4 члеников (с 5-м псевдосегментом), а нижнегубные — из 3 (с 4-м псевдосегментом). Активны c февраля по ноябрь. Встречаются под гниющими животными и растительными остатками, в навозе, под падалью и опавшей листвой.  Среди мух-хозяев отмечены: Hylemya brassicae, H. planipalpus, H. platura, Pegomyia cepetorum (Anthomyiidae), Ravinia striata (Sarcophagidae).
Вид был впервые описан в 1836 году, а его валидный статус подтверждён в ходе ревизии, проведённой в 1984 году канадским энтомологом Яном Климашевским (Jan Klimaszewski; Laurentian Forestry Centre, Онтарио, Канада).